# 김연 (1967년)
김연(金蓮, 1967년 11월 5일 ~ )은 대한민국 충청남도의회 의원이다.

## 학력
- 경기대학교 교육대학원 유아교육학 박사 (상담학 전공)

## 경력
- 경기대학교 교양학부 외래교수
- 한국심리교육연구센터 대표이사
- 아동발달지원센터 소장
- 민주당 충청남도당 여성위원회 위원장
- 2014년 7월 1일 ~ 2018년 6월 30일: 제10대 충청남도의회 의원
- 2018년 7월 1일 ~ 2022년 3월 29일: 제11대 충청남도의회 의원

## 역대 선거 결과
|  | 36.04% |

|  | 38.54% |

|  | 74.09% |